# Laterale fricativa alveolare sorda
La laterale fricativa alveolare sorda è una consonante, rappresentata con il simbolo [ɬ] nell'alfabeto fonetico internazionale (IPA).
Nella lingua italiana tale fono non è presente. È presente nella lingua sarda (nel sassarese e nel sardo logudorese di alcune zone della Sardegna settentrionale).

## Caratteristiche
La consonante laterale fricativa alveolare sorda presenta le seguenti caratteristiche:
- il suo modo di articolazione è laterale fricativo, perché questo fono è dovuto alla parziale occlusione della parte centrale del canale orale (la bocca, che costringe l'aria a passare da uno stretto passaggio su uno o su entrambi i lati del canale stesso, producendo un rumore di frizione);
- il suo luogo di articolazione è alveolare, perché nel pronunciare tale suono la punta della lingua si accosta agli alveoli dei denti incisivi superiori;
- è una consonante sorda, in quanto questo suono è prodotto senza vibrazione da parte delle corde vocali.

## Nelle lingue

### Chickasaw
Tale fono è presente in lingua chickasaw.

### Gallese
In lingua gallese tale fono è reso con la grafia ⟨ll⟩:
- llwyd "grigio" [ɬʊɨ̯d]

### Groenlandese
Tale fono è presente in lingua groenlandese.
- illu "casa" [ˈiɬːu][senza fonte]

### Islandese
In lingua islandese tale fono può essere sia un fonema indipendente trascritto col digramma ⟨hl⟩, sia la realizzazione del fonema /l̥/ (scritto ⟨l⟩) in fine di parola e davanti alle consonanti [p, t, k].

### Navajo
Tale fono è presente in lingua navajo.

### Nahuatl
In lingua nahuatl classica è reso con la grafia ⟨l⟩ quando è messa dopo una ⟨t⟩, formando la sillaba ⟨tl⟩ (presente in moltissime parole). In pipil, un dialetto azteco, tutte le ⟨tl⟩ finali sono state sostituite con semplici ⟨t⟩, mantenendo però la pronuncia.

### Sassarese e logudorese settentrionale
Se ne può trovare un esempio nella lingua sassarese, dove risulta dall'evoluzione dei nessi patrimoniali -lt-, -rt-, -st-. Il suono viene trascritto rispettivamente con le grafie ⟨ldh⟩, ⟨rdh⟩, ⟨sdh⟩ (a seconda dell'etimologia), come nelle parole porthu [ˈpoɬtu] "porto", althu [ˈaɬtu] "alto", giusthu / justhu [ˈdʒuɬtu] o [ˈjuɬtu] "giusto". La pronuncia effettiva può variare leggermente a seconda del parlante e del momento; per approfondimenti, cfr. la pagina sulla lingua sassarese. 
 Il sassarese è l'unica delle lingue romanze a possedere questo suono, ma su influsso del sassarese, esso si è esteso anche alla pronuncia di alcune varianti settentrionali della lingua sarda logudorese, come quelle di Ittiri, Sennori, Olmedo, Ploaghe, Chiaramonti, Uri, Usini, Ozieri, Thiesi e Villanova.

### Seri
Tale fono è presente in lingua seri.

### Soqotri
Tale fono è presente in lingua soqotri tale fono è reso con la grafia ⟨ś⟩ nelle traslitterazioni dall'alfabeto ebraico.

### Tera
In lingua tera tale fono è reso con la grafia ⟨tl⟩.

### Toisanese
In lingua toisanese tale fono è reso ⟨lh⟩ nelle traslitterazioni:
- lhaam "tre"

### Totonac
In lingua totonac tale fono è reso con la grafia ⟨lh⟩.

### Xhosa
In lingua xhosa tale fono è reso con la grafia ⟨hl⟩.

### Zulu
In lingua zulu tale fono è reso con la grafia ⟨hl⟩.